# アニッカ・オーブレット
アニッカ・オーブレット（Anikka Albrite、1988年8月7日 - ）は、アメリカ合衆国のポルノ女優。

## 生い立ち
コロラド州デンバーに生まれる。チェコ、デンマーク、フランス、ドイツ人を祖先に持つ。十代のころにカリフォルニア州へ移住、現在はウィスコンシン州に住む。ポルノ女優以前は、モデルとして活動していた。

## 受賞歴
数々のノミネート・優勝に輝いており、特に2015年には、三冠優勝（AVN、XBIZ、XRCO）の快挙を成し遂げた。
- 2013 ノミネート　New Starlet
- 2014 ノミネート　Female Performer of the Year

　　　　ノミネート　Orgasmic Oralist
- 2015 優勝　Female Performer of the Year

　　　　ノミネート　Orgasmic Analist